# Chrysanthia geniculata
Chrysanthia geniculata is een kever die behoort tot de schijnboktorren (Oedemeridae). Het komt voor in Europa en Azië.

## Kenmerken
Hij heeft een lengte van 5 tot 8 mm. Het pronotum is langwerpig, hartvormig, aan de zijkanten afgerond en zonder randen. Het is aanzienlijk smaller dan de dekschilden. Het hoofd is naar voren gestrekt en wordt niet plotseling vernauwd achter de slapen. De ogen zitten aan de zijkant van het hoofd. Van opzij gezien zijn ze sterk gewelfd en eivormig. Het tweede antennesegment is relatief lang en slechts ongeveer half zo lang als het derde. De kaakknop heeft vier segmenten. Het eerste segment is erg klein, het laatste segment van de kaakpalpen is bijlvormig.  De dekschilden zijn aan de zijkanten naar beneden gebogen en naar achteren slechts iets versmald.
Chrysanthia geniculata verschilt van de sterk gelijkende soort Chrysanthia viridissima door de beharing, de vorming van het halsschild en de ribben op de dekschilden en de kleuring. De haren op de dekschilden zijn bij Ch. viridissima korter dan bij Ch. geniculata en naar achteren gericht, bij Ch. geniculata schuin naar buiten gericht. Alleen Ch. geniculata heeft enkele, lange, zwarte, uitstekende borstelharen tussen de aangrenzende haren. Het pronotum van Ch. geniculata is korter dan dat van Ch. viridissima en de voorste rand is afgeknot, terwijl Ch. viridissima een lichte rand in het midden vooraan heeft. Bij Ch. geniculata heeft het pronotum geen mediane longitudinale lijn en is zijdelings nauwelijks ingedrukt, terwijl bij Ch. viridissima de zijkanten sterker zijn en een mediaan longitudinale lijn is ingedrukt.

## Levenswijze
De imagines eten stuifmeel en de larven eten naaldhout, waarin ze zich ook ontwikkelen.